# Ernst Insam
Ernst Insam (* 6. Juni 1927 in Kitzbühel; † 19. Juli 2014 in Jochberg) war ein österreichischer Maler und Graphiker.

## Leben und Werk
Ernst Insam ging 1952 nach Wien, um dort bei Sergius Pauser an der Akademie der bildenden Künste und bei den Professoren Schwarz und Herbert an der Akademie für angewandte Kunst zu studieren. Bis etwa 1965 war der Künstler vorwiegend als Gebrauchsgraphiker tätig. Insam entwarf anfangs Plakate für die Österreichische Tabakregie, das Bankwesen und
die Biochemie, aber auch für internationale Konzerne wie Shell, Volvo, Philips und Sandoz.
Mitte der 1960er Jahre wandte sich Insam wieder der Malerei zu. Dabei setzte er sich mit außerordentlicher Vehemenz vor allen Dingen mit dem Problem der Farbe auseinander und gelangte dabei zu Ergebnissen, die ihn als einen Künstler von besonderer Eigenständigkeit ausweisen. Insam hat innerhalb der Gegenwartsmalerei Osterreichs einen starken Akzent gesetzt. Hervorzuhebende Ausstellungen: 1967 in der Wiener Sezession, 1968 in der Galerie auf der Stubenbastei und in den Ausstellungsräumen der Firma Citroen in Wien, 1969 im Kurhaus von Kitzbühel und 1970 in der
Stadtgalerie in Eisenstadt.
Insams Werke umfassen unterschiedliche Kunstrichtungen, die vom Tachismus bis zum Naturalismus, vom Schnittbild bis zur dreidimensionalen Raumgestaltung reichen, wobei das Aquarell bei ihm eine besonders Rolle innehat. Oft prägt Tirol als Wintersportland seine Bilder.
In den Arbeiten der siebziger Jahre tritt in Insams Werken eine größere Linearität, aber auch eine aggressive Kontrastik der Pop-Art annehmend. Insams Malerei liegt auch in der Art ihres spontanen Entstehens begründet.
Seine Verbundenheit zu seinem Heimatort Kitzbühel dokumentierte sich 2004 mit seiner Teilnahme an The Art of Tolerance, wo er anlässlich der Ausstellung der United Buddy Bears einen Kitzbühel-Bären gestaltete, der in den Folgejahren die Welttournee begleitete und der später zugunsten von UNICEF versteigert wurde.

## Anerkennungen
- 1956: 1. Preis für Plakat: Shell mit I.C.A.
- 1958: 1. internationaler Preis: Touring via Shell – England
- 1963: 1. Preis (international) für Weltsparkassensymbol
- 1965: Preis Bestes Plakat des Jahres (Kulturamt der Stadt Wien)
- 1968: 3. Grafikbiennale Bozen
- 1970: Österreichischer Grafikwettbewerb, Preis des Bundeslandes Burgenland
- 1972: Österreichischer Grafikwettbewerb
- 1974: Österreichische Grafik – Bozen, Bregenz, Zagreb
- 1976: 1. Preis Ausstattung und Gestaltung der Begräbniskapelle in St. Johann in Tirol
- 1977: 1. Preis im Plakatwettbewerb Weinland Burgenland
- 1977: 1. Preis im Wettbewerb für Signet des Landeskulturzentrums Linz
- 1978: 1. Preis im Plakatwettbewerb der Tiroler Fremdenverkehrswerbung
- 1980: 3. Preis bei der Internationalen Tourismusbörse Berlin für Tirolplakat
- 1991: Berufstitel Professor[5].